# 二階堂ゆり
二階堂 ゆり（にかいどう ゆり、1988年12月26日 - ）は、日本の元AV女優。

## 略歴
2016年6月にAVデビュー。
ファイブプロモーション（マークスグループ）に所属していたが、グループの解散・再編により2016年9月1日よりLINX所属となる。
2018年1月1日、公式ブログでジールグループ（ファーストプロモーション）に所属事務所を移したことを報告。
2018年8月に引退。

## 人物
東京都出身の長身で巨乳の熟女系AV女優。
芸名の「二階堂」は焼酎の二階堂が由来。
初体験は17歳の時。
デビュー前は会社員として勤務し、思いつきで所属事務所の初面接を受けた。また、読者モデルや地方の情報番組などに出演するローカルタレントとして活動していた。

## 出演作品
以下の作品がある。

### アダルトDVD
- 発掘!元地方タレント現役人妻AVデビュー 北国からやってきた白い柔肌34歳Gカップ （6月1日、Fitch）
- じっくり高める手コキでもてなす完全勃起ともの凄い射精の回春旅館（7月1日、Fitch）
- 淫乱兄妹に犯されるいいなり義母（7月7日、グローリークエスト）
- 主婦たちがハマる肉欲エステに誘われて…（7月7日、マドンナ）
- 素人妻ナンパ 全員生中出し 4時間 セレブDX 51（7月15日、LOTUS）他出演：長沢真美、有村まゆか、郡司結子 ほか
- 背徳の秘湯 麗子(仮名)三十三歳（7月19日、ゴーゴーズ）※「麗子」名義
- 中年おやじサークル中出しオフ会 9（7月22日、クリスタル映像）
- 押せばデキる巨乳妻が働く回春性交マッサージ 〜中出しSEX隠し撮り〜（7月22日、DOC）他出演：二宮和香、麻宮りな、彩奈リナ
- 私、デカチンの赤ちゃんを産みたいんです!! 夫の粗チンに満足出来ない欲求不満妻が巨根限定中出し解禁（7月25日、本中）
- 人妻路上ガチナンパ 1 代々木 池袋 撮り下ろし4時間（8月1日（レンタル）/9月23日（セル）、アテナ映像）他5名出演
- 夫が出勤したあとで…（8月7日、マドンナ）
- ドキュメント現役女教師 教師失格、放課後SEX…（8月7日、Be Free）
- 酔い潰れた美人妻 生々しいカラダに欲情極まり 生中出し!（8月10日、ブリット）他3名出演
- 素人女性限定アクメ集!! おま●こパックリ自撮りオナニー完全版 4時間15名収録!!（8月12日、S級素人）他出演：美咲かんな、相澤ゆりな、土屋あさみ、長沢真美、唯川千尋、倉持りん、瀬田奏恵、松下美織、西内るな、みづなれい、かなで自由、斉藤みゆ、芹那ゆい、八ッ橋さい子
- 犯されてイキまくる母を見た娘が媚薬発情! 親子同時に責められ絶頂を迎える美人母娘 2（8月12日、DOC）※「かよ」名義　共演：宮沢ゆかり 他出演：桃瀬ゆり、宮崎あや
- 学業成績アップさせる為に自分のカラダをエサにする美熟女教育ママ 誘惑の勢い余って思春期のかわいい息子と近親相姦（8月12日、SCOOP）他1名出演
- デカ尻爆乳のセックスレス妻が集まるママさんバレー! 見学にやってきた新入部員の旦那を練習の合間に隠れて誘惑! 自ら腰を振り勝手にイキまくる! 2（8月12日、V&R PRODUCE）共演：吹石れな、村上涼子、雨音わかな
- 来店した江●島ビキニギャルを必ず悶絶絶頂させるオイルエステ（8月19日、MAGIC）他出演：月本愛、涼宮はるか、七原ヒカリ
- ステキな熟女とヌルヌルさんぽ エッチなお願いばかり、いじわる…（8月25日（レンタル）/10月28日（セル）、アテナ映像）他出演：坂本瑞希、喜多川みのり
- 必ずヌケる! ナマナマしい男女SEX ド迫力映像 猥褻映像（9月1日、FAプロ）他出演：三喜本のぞみ、桐島美奈子、かなで自由、美泉咲、水嶋アリス、波木真由、小西安奈、藤本梨花、穂川ゆかり、泉朱音、よしい美希、天海しおり、羽月希、武藤つぐみ
- 子宮が疼く女教師が連続中出しさせてくれる強制勃起テクニック（9月1日、Fitch）
- 愛する貴方が望むなら…。 〜夫の歪んだ性癖を受け入れる人妻〜（9月7日、マドンナ）
- イジメっ子の母親に復讐輪姦制裁 いじめっ子への復讐を誓った僕たちはいじめっ子の自宅に押しかけ無理矢理母親を輪姦してヤリました!（9月7日、アパッチ）他出演：日比乃さとみ、水城奈緒、成宮いろは
- イケメンの友達がほろ酔い状態の女子を僕の部屋に連れて来た!女に無縁の僕にはそれだけで大興奮なのに超過激でHな王様ゲームが始まっちゃって… 巨乳OL編3（9月7日、お夜食カンパニー）共演：綾瀬みなみ 他出演：青葉優香 ほか
- 近親相姦 敏感な嫁は義父の濃厚接吻に舌を絡ませ腰砕け（9月8日、ヒビノ）
- 人妻ナンパ自宅中出し Vol.13 街行くセレブ人妻をナンパしてAV自宅撮影! 旦那のいない家でヤる背徳感まみれの中出し性交!! 人妻6人 in 渋谷・世田谷・南麻布（9月9日、プレステージ）他出演：麻宮りな ほか
- 人一倍性欲が強い貞淑な人妻の本能剥き出しハメ倒しSEX（9月9日、REAL）
- 1人暮らしのボクの家にやってきたのはデカ尻の家政婦! 誘惑するようなムチムチな下半身に僕のチ○ポはフル勃起! 責任を感じたのかマ○コ見せつけまさかの生ハメ性処理サービスOK!（9月9日、V&R PRODUCE）他出演：夏希みなみ、青葉優香、雨音わかな
- 原作 ヘンリー塚本 色っぽい人妻（9月13日、FAプロ）他出演：加納綾子、大石忍
- 「ナマで入っちゃった!」 美人デリ嬢のオイル素股でチ○ポをマ○コに擦り付けてたら思わずフル勃起からの生挿入! 本番禁止のはずがナマ中出しまで許しちゃったドスケベ美人デリ嬢（9月15日、グローリークエスト）他出演:佐々木あき、愛原さえ、水元恵梨香、瀬田奏恵
- 元バスケ部の高身長美人グラマラス妻をヤリたい放題ねぶり尽くす! ゆりさん 36歳 Hカップ(97cm)身長170cm（9月18日、マザー）
- はだかの奥様（9月19日、エマニエル）
- 若妻だらけの定時制高校! 2 イジメられ高校を退学したボクが夜間定時制高校に入学したら、クラスメイトがボクよりかなり年上の若妻だらけ!しかもみなさん現役高校生の僕が初々しくて可愛いようで前の学校とは一転まさかの人気者に!しかもしかも若妻さんたちは欲求不満のようでボクの事を誘惑してきたりして…（9月19日、Hunter）共演：綾瀬みなみ、日比乃さとみ、水城奈緒、加納綾子、成宮いろは、黒崎潤
- 突撃お宅訪問でスケベな親子を完全モニタリング 母親と息子が机の下でこっそり近親相姦ゲーム 2 〜他の家族にバレずに愛撫してハメて1発中出しする度に賞金10万円ゲット〜（9月22日、ROCKET）他出演：有沢実紗、大橋優子
- アロママッサージで内モモからマンスジまでじっくり揉まれオイルではない汁が溢れ出し我慢できない奥さんは巨根で何度もイキまくり!（9月30日（レンタル）/11月25日（セル）、アテナ映像）他出演：笹川恵理、天野弥生
- 酔ったフリしてセックスしちゃう スキものヤリたがり女達の一夜（9月30日（レンタル）/10月7日（セル）、LEO）他出演：雨音わかな、阿川蘭
- 童貞を装ったヤリチン高校生に中出しで手篭めにされた人妻家庭教師（9月30日、光夜蝶）
- 極限まで責める寸止めといやらし淫語に我慢できる!?（10月1日、ワンズファクトリー）
- 淫語で誘う寸止め焦らし痴女 〜僕を生殺しにして愉しむ結婚アドバイザー〜（10月1日、Fitch）
- 愛妻身辺調査 ヤバイ妻 無自覚出演（10月6日、F&A）
- 出会い系アプリでナンパしたセカンド彼氏募集中OLを貸切り風呂でオフパコ盗撮。無断AV発売（10月7日、ゲッツ!!）他出演：宮下華奈、桜乃ゆいな
- 欲求不満な人妻に密かな人気の女性専用風俗！出張性感マッサージで焦らされまくった人妻はトロマンを擦り付け禁断の生中出しを懇願する!（10月7日、ゲッツ!!）他出演：希咲あや、宮下華奈
- 露出マニアサークル(北関東支部)狂夏合宿 百●温泉貸切 露出乱交の宴 〜カリスマ主婦ゆりさん顔出し降臨〜（10月7日、山と空）
- 人妻の無防備な胸チラにフル勃起しちゃった僕! ナンパして即ハメ中出し!!（10月7日、グリグリ）他出演：宮下華奈、蓮実クレア、みおり舞、NOA、片瀬仁美、桜乃ゆいな、今藤霧子
- 熟女が恥らうセンズリ鑑賞 13（10月10日、ホットエンターテイメント）他出演：児玉るみ、桐島美奈子、京野美麗
- 素人ナンパ!! とりあえず素股までが間違えてチ●ポがズボリッ!! Part.9（10月14日、S級素人）他出演：宇野ゆかり、佐野あおい、玉木くるみ、小椋あずき
- 「中に出して…夫と子供には内緒」 自宅で愚痴聞き屋に中出しセックスをせがむ美人人妻たち 14（10月14日、S級素人）他出演：吉澤友貴、今野美奈
- 少子化の昨今、子孫を残そうと家庭でも性教育が盛んに? 母と姉は1人息子の僕に、実践的な性教育をしようと自ら練習台に… それでもモノ足りないと思ったのか家庭教師まで投入され最後には「おさらい」と称して母・姉も加わっての大乱交性教育!?（10月14日、DOC）共演：桐羽亜実、榎本美紀
- 一般男女モニタリングAV 旦那とはご無沙汰な隠れ欲求不満妻が童貞の男子大学生のためにまだ見ぬオマ○コのしくみをオナニーしながら実演解説! 大きすぎて断られ続けたかわいそうな童貞くんは生オマ○コにたまらず勃起! 人妻オマ○コは母性をくすぐられ未体験サイズのデカチ○ポでも優しく筆おろししてくれるのか!?（10月19日、ディープス）他出演：羽田璃子、湯本珠未 ほか
- 白い柔肌×97cmGカップ×田舎美人妻地方の色白な美人妻がSEXしたくてAV出演! 経験人数4人の清楚なオマ○コにたっぷり中出し! 4年ぶりにデカチンで突かれまくり極楽アヘ顔!ガチイキ! ゆり34才（10月19日、生貝）
- モニタリング 欲求不満巨乳人妻×性欲旺盛体育会系男子学生 初対面で密室に二人っきりでの密着オイルエステ体験!! 大人の色気漂う豊満おっぱいに触れた瞬間学生チ●ポはガチ勃起!!（10月20日、SODクリエイト）他出演：成宮はるあ、柿谷ひかる、春日部このは、三島奈津子
- 旦那の隣で夜這いされイキたくなくてもイッてしまう欲求不満妻 Vol.4（10月20日、F&A）他出演：成宮いろは
- 禁断の近親愛 長身巨乳美人母 Hカップ(97cm) ヒップ95cm 身長170cm 二階堂ゆり 36歳（10月23日、マザー）
- 泥沼愛憎 兄嫁中出しエロドラマ そしておめでたへ…（10月25日、AVS Collector's）
- 愛してるあなたへ。本当は‥ 夫とはセックスなしでも生きていけると思っていた。だけど…（10月25日、ながえスタイル）
- 乳妻(ちちつま) 生中出し H97（10月25日、ゲインコーポレーション）
- 僕の目の前で地元のDQNに姦された自慢の美人妻（10月28日、SCOOP）他出演：
- 密着発情フィットネス SEX中毒インストラクターのムチムチ射精指導（11月1日、ワンズファクトリー）
- 義理の姉（11月2日、プラネットプラス）
- 土下座したまま犯されて…（11月4日、光夜蝶）
- 息子レ●プ計画 最愛の息子に犯されるために母親が送った中出しビデオレター（11月4日、DIY）
- セレブ妻と即ハメオイルエステナンパ（11月4日、グリグリ）他出演：夏目レイコ、宮崎あや、広瀬うみ、佐山杏里、桜乃ゆいな、若槻みづな、小池奈央、生駒はるな
- 一般男女モニタリングAV 街で声をかけた働き盛りの巨乳人妻OLとデカチンすぎて断られ続けて未だに童貞の男子大学生が密室で人生初の筆おろしミッションに挑戦! 旦那よりも大きい若者デカち●ぽを奥まで挿入された欲求不満妻は身体がのけぞるほど連続本気イキ! 3（11月7日、ディープス）他出演：羽生ありさ、神山なな ほか
- 緊縛奴隷孕ませオークション 〜巨乳看護師の肉体に喰い込む麻縄〜（11月7日、Fitch）
- 募集ちゃんTV×PRESTIGE 巨乳SPECIAL 01（11月11日、プレステージ）他出演：朝桐光、江上しほ、霧生ゆきな、吉川あいみ、相澤ゆりな、彩奈リナ、美月優芽
- 淫語中出しソープ 57（11月13日、AVS Collector's）
- 夢のマドンナ大共演!! 美熟女が行く一泊二日のレズ大乱交バスツアー!!（11月13日、マドンナ）共演：白木優子、佐々木あき、小早川怜子、八ッ橋さい子、吹石れな、たかせ由奈、浅井舞香、円城ひとみ、宮下華奈、成宮いろは、羽田璃子、水原さな、若槻みづな
- スゴ尻風俗プレミアム 5（11月13日、プレミアム）
- 種付け専用巨乳メイド 1対6 150分中出し 僕の子供を妊娠するために派遣されたメイドとの共同生活（11月19日、OPPAI）共演：里美まゆ、桜乃ゆいな、愛咲えな、小坂みすず、成宮はるあ
- 「お願いします…イカセてください…」 執拗な寸止めで限界までガマンしたあとの種付け生中出しで号泣! 精神崩壊中出しSEX 2（11月23日、Mr.michiru）
- マゾ乳 生中出し（11月25日、ゲインコーポレーション）
- ムチムチでブリンブリンな肉触感（12月2日、NON）
- 湯けむり近親相姦 母子入浴交尾（12月7日、ヴィーナス）
- 巨乳淫乱レズ美アン（12月8日、U&K）共演:彩奈リナ
- カフェでバイトするゆりちゃんは、セクハラされまくりのムッチリ巨乳レディ（12月8日、AVS Collector's）
- ○袋人妻ヘルスの新人研修に密着! 素股講習中にご無沙汰マ●コが擦れすぎて気持ちよくなってしまった奥様たちは入れちゃダメなんですよねといいつつ他人棒の膣内初挿入を拒めない!! 3（12月9日、SCOOP）他出演：桃瀬ゆり、とみの伊織、沙原さゆ、浅美結花
- AV女優 裸コレクション 第三弾（12月9日、V&R PRODUCE）他出演：水野朝陽、浜崎真緒、吹石れな、蓮実クレア、大場ゆい、羽月希、美泉咲、紺野ひかる、雨音わかな、今藤霧子、江上しほ、加納綾子、荻野舞、夏目レイコ、葉山美空、若槻みづな、村上涼子、大槻ひびき、日向あいり
- 若い夫には出来ないオレたち中高年のシツコイ責めに狂わされたネトラレ妻（12月13日、HERO）
- 昼下がり町内会! 若妻たちのちょっと危険でかなりHな王様ゲーム!! 10 母の代理で参加した町内会の集まりでまさかの展開!若い時に王様ゲームをした事が無いという話で盛り上がった奥様方が急に「王様ゲームやりたい!」と言い出したんです。男はボクひとりしかいないもんだから、当然いい思いが沢山出来ちゃいました!! 帰ってきた巨乳.ver （12月19日、Hunter）他出演：若槻みづな、日比乃さとみ、羽生ありさ、三島奈津子、尾上若葉、今井ゆあ、大場ゆい、霧生ゆきな ほか
- ノーカット撮影汗だく性交。純白の肉感的な体をつたう汗。（12月19日、TEPPAN）
- 一般素人女性限定ナンパ映像 マ○コ性感マッサージで本気で感じてイク女たち（12月23日、S級素人）他出演：佐野あおい、吉澤友貴、坂口まほ、柏木美奈
- 僕のペットの義母 3 「チ○ポ挿れてください…」息子に躾けられた巨乳義母ペット（12月25日、セレブの友）

- 義妹にレズられた人妻 〜妻の事情、知らぬは夫ばかりなり〜（1月1日、U&K）共演：近藤郁美、若槻みづな
- 唾液がねっとり絡みつく濃密吸引フェラチオサロン (1月1日、Fitch)
- 熟尻モンスター（1月1日、MARRION）
- エロ肉巨乳妻 〜旦那の目を盗んで隣人との情事で溢れる肉汁〜（1月6日、ヒビノ）
- のOLだらけスペシャル!! 我慢できず勃起した生チ○コ擦りつけたら握り返してきた6人の女（1月6日、SWITCH）共演：佳苗るか、羽月希、大槻ひびき ほか
- うちの妻にカギってと思う人ほど、見た目とは裏腹に乱れる人妻はいない（1月6日、アウダーズジャパン）他出演：初音ろりあ
- 今日も義父に玩具にされて…（1月6日、光夜蝶）
- 爆乳を弄ばれる妻とオジサンに弄ばれる妻。 変態ドM妻はノーマル夫には満足できない（1月6日、NON）他出演：三島奈津子
- 唾液がねっとり絡みつく濃密吸引フェラチオサロン（1月7日、Fitch）
- 皆のねとられ投稿話を再現します ウチの嫁が定年退職の親父の世継を孕んだようです（1月13日、JET映像）
- ハミ乳ハミ尻レオタード姿の真面目なインストラクターに男性会員たちはフル勃起! コッソリ媚薬を飲ませて覚醒させるとカラダが仰け反るほど絶叫イキしながら何度も中出し懇願!（1月13日、V&R PRODUCE）他出演：彩奈リナ、児玉るみ、羽月希
- 思春期のボクを卑猥な淫語で挑発してくる セクハラ人妻家庭教師に我慢できず種付生中出し（1月19日、ヴィーナス）
- 旦那がいるのに媚薬で豹変ドMヤリマンビッチ!巨乳肉感の美人妻（1月19日、チキチキポッド）
- ノーパンストに直電マ! 7 「ちょっとお姉さん、ノーパンでパンスト穿いて貰えませんか?」（1月20日、DOC）他出演：二宮和香、あず希、神田りさ、彩奈リナ、柏木ゆり菜、小鳥遊まゆ、中沢ケイト、羽田美夢、姫川ゆうな
- 町内会の温泉旅行に参加したら、欲求不満な奥様14人と男は僕1人だけ。（1月25日、マドンナ）共演：白木優子、成宮いろは、宮下華奈、浅井舞香、たかせ由奈、小早川怜子、八ッ橋さい子、吹石れな、若槻みづな、羽田璃子、水原さな、佐々木あき、円城ひとみ
- 夫の弟を誘惑して中出しセックスする巨乳美人妻（1月25日、h.m.p DRAMA）
- 温泉旅行で義兄に犯され続けた人妻（1月27日、人妻花園劇場）
- アナタのヨガリ顔も撮ってアゲル♥（2月3日、NON）
- お願いだからババアと呼ばないで（2月3日、光夜蝶）
- ハマれる女（2月10日、バルタン）
- 万引き犯を捕まえたら僕をいじめていた幼馴染の母親だった。（2月13日、ワンズファクトリー）
- 世界一のデカちんショタが巨乳ドスケベ姉妹とおねショタSEX生発射!（2月19日、Rookie）共演：江上しほ
- 色っぽい熟女に弄ばれたい VOL.2 「お尻が大好きなあなたに後ろから… ねぇ入ってるとこ見える?」（2月20日（レンタル）/4月28日（セル）、アテナ映像）他出演：笹川恵理、成瀬まりか
- 艶熟レズフェロモン (2月20日、レズれ!) 共演:加藤あやの
- 強制マゾ開花 白濁枕営業を強いられ堕ちてゆく美人保険外交員（2月25日、オーロラプロジェクト・アネックス）
- 絶頂と同時にアナルがヒクつくびしょ濡れデカ尻ファック（3月1日、Fitch）
- 若作りしてホットパンツ穿いた肉感溢れる欲求不満妻の熟れたデカ尻に興奮した旦那の友人!我慢できず旦那に内緒でチ〇ポネジ込むとご無沙汰過ぎて即絶頂!尻肉激揺れするほど激しいピストンで何度もイキまくる!（3月10日、V&R PRODUCE）他出演：尾上若葉、相澤ゆりな、羽月希
- スケベなカラダの女を拘束して偏執的にじっくり責め上げるAV（3月19日、ドグマ）
- 引越し屋さんの爆乳おっぱいにHなイタズラ（3月20日、スターパラダイス）
- どこまでヤレる!?浴衣洗体エステのお姉さん 2（3月20日、スターパラダイス）他出演：神山なな、桐谷まほ
- 素人奥様高額バイト 若妻を撮影会と称して恥ずかしい姿に...（3月20日、スターパラダイス）他出演：神山なな、桐谷まほ、一松愛梨
- 挑発タイトイズム（3月20日、ミル）共演:彩奈リナ
- 女幹部没落物語（3月24日、GIGA）
- 巨尻女教師はバックで膣奥出しを誘惑（4月1日、MOODYZ）
- 汚部屋レズ 〜だらしない女と潔癖女〜（4月1日、U&K）共演:若槻みづな　他出演：本庄優花、江上しほ、八ッ橋さい子、椎名りりこ
- SODロマンス 原作 ロータス木村 義母(ママ)とエレベーターで2人きり（4月6日、SODクリエイト）
- おばさんおっぱいが少年ち○ぽを勃起させてしまったの!ノーブラボイン乳首透け見えで子○たちを発情させてしまった人妻たち!（4月6日、アイエナジー）他出演:八ッ橋さい子、西尾れむ
- 人妻ブルマ 2 (4月7日、クリスタル映像) 他出演:一条綺美香
- 出張ヨガインストラクターおばさんのシミ付きスパッツ尻に我慢できずにバックからねじ込むデカチン即ハメ! 「旦那がいるから…」 断られても強引にイカせるイケメンの高速ピストン口説きSEXを完全収録!! フル勃起した若チ○ポの快楽に理性が崩壊したデカ尻妻が旦那では味わえない連続絶頂合計43回!（4月7日、ディープス）※「みわこ」名義　他出演：まき
- ママは童貞喰い!! 旦那だけじゃ飽き足らず、義理の息子ともヤっちゃうチ○ポに見境のない淫乱ドスケベ義母（4月7日、OFFICE K'S）他出演：野々宮みさと、花崎りこ
- いつもノーブラで乳首ポッチを見せつける人妻はちょっとこすっただけで即イキしてしまう超敏感乳首の持主 しつこくオッパイ責めしたらオマ○コ連動で即ヤレるという噂は本当か?（4月11日、SCOOP）他出演：月本愛、柳あきら ほか
- 産婦人科痴漢!! 念願の第1子誕生っ!出産未経験の幼な妻にドスケベ産婦人科医のおじさんが、未経験と無知識なのをいいことに、カーテンで仕切られた反応のいい下半身を看護師にもバレないように治療と称して中出しまでっ!! 3（4月28日（レンタル）/5月1日（セル）、LEO）他出演：雨音わかな、笹倉杏
- のぞき見人妻レズビアン（5月1日、U&K）共演：一条綺美香
- 「お姉ちゃんのオ●ンコ我慢できる?」なんて誘惑してくる巨乳癒姉に暴発ギリギリ限界激ピストン!弟のチ○ポに自ら何度も跨り全身を仰け反らせ絶叫イキ狂う!（5月1日、グレイズ）他出演：蓮実クレア
- エプロン着たまま早脱ぎ! ママさんたちの裸エプロン競争（5月1日、はじめ企画）※「るみ」名義　共演：えりか 他出演：まな、ちえ、かおり、みお
- 旦那の居ぬ間に突撃交渉! 幼稚園に子供を送った帰りのママ友さんたち! 童貞くんと自宅で人生初の王様ゲームしてみませんか? 4 旦那とご無沙汰な欲求不満妻を独り占めでハメまくり!! 中出し放題!! 念願のハーレム筆下ろし大乱交 in 品川区●●町●丁目●番地（5月7日、ディープス）※「なつみ」名義　共演：さやか、まいこ、えみこ、りか
- 欲求不満の巨乳アラサー女子だらけの女性専用シェアハウスに男はボクひとり!? 上京し受験のために姉の家に泊めてもらったら、そこは女性専用シェアハウス。しかも婚期に焦りを感じている巨乳アラサー女子ばかり!欲求不満な巨乳アラサー女子たちはいつも超薄着で乳首がスケスケ!しかもパンチラなんて全然気にしない!そんな刺激的な毎日で当然勃起しまくりで勉強どころではありません!そんなボクの超簡単に勃起する下半身に気付いてしまった巨乳アラサー女子たちは大きな胸を押し付け勃起を誘発!そして勃起する度にチ○ポを狙われ、日に3回以上も求められてボクのチ○ポはみんなの欲求不満解消のためにシェアされまくっちゃいました。（5月7日、Hunter）他出演：若槻みづな、加納綾子、有沢りさ、日比乃さとみ、葵千恵、花咲いあん、碧しの、早川瑞希、今井ゆあ
- 『ねぇ、姉さん(母さん)と先生…どっちが気持ちいい?』 憧れの美人家庭教師しかも巨乳に媚薬を飲ませてヤル気にさせた…と思ったら、姉さん(母さん)も飲んでしまい発情メス化!先生と僕がハメハメしているところに突然乱入してきた…。媚薬でガンギマリな二人が僕の勃起チ○ポを求めて奪い合い!!我慢できずに姉さん(母さん)も仲間に入れて巨乳どんぶり3P。憧れの先生との初めてのセックスが、姉さん(母さん)参加で初めての近親相姦も体験してしまった…。しかし姉さん(母さん)もいいオッパイしてたな…笑（5月13日、EROTICA）共演：月本愛 他出演：野々宮みさと、桐島美奈子
- 憧れていた同級生の母と…（5月19日、ABC）
- 焦らされてロケット射精!! スローオイル手コキ 3（5月25日、アロマ企画）他出演：本真ゆり、来栖らいち、加納綾子、高城彩
- 全裸大家さん（5月26日、REAL）
- 「ねぇ?あたしと一緒にチャットでいっぱ〜いHなことしよ♥」 制服美少女!ピチャピチャ潮吹きLIVEチャットオナニー 4時間DX vol.13（6月1日、VALEX）他出演：宮沢ゆかり、葉月もえ、蓮実クレア、あず希、上原志織
- 一般男女モニタリングAV “おばさんの魅力”検証企画 巨乳おばさん家庭教師が受験生の童貞教え子に突然の胸チラ誘惑をしたらSEXまで発展してしまうのか!? まさかのガッツキに火がついたおばさんと性欲溢れる10代童貞男子のSEXは抜かずの筆おろし連続中出し!! 4組合計14発!（6月7日、ディープス）※「ゆきこ」名義　他出演：まさこ、あきえ、のりこ
- 混浴温泉で娘さんの裸を見て勃起していたら母親の手が! ド田舎の混浴温泉にボクが行く理由は、若い女の子の裸を見れるから!無邪気に温泉に入る女の子に勃起しまくり!すると、女の子は見たことのないボクの勃起チ○ポに興味津々。体に擦り付けたり触ったりさせて大満足!のはずが、ボクのチ○ポに興味を持った娘に危機感を感じた母親がやって来て、あろうことかチ○ポを握って手コキで誘惑!娘を守るためだったつもりが、勃起チ○ポを触ることにムラムラを抑えきれずに咥えてきた!それを見ていた娘も「私も舐めたい」と言ってチ○ポを舐めてきて…! 超想定外の母娘3Pに!（6月7日、Huter）共演：あやね遥菜　他出演:横山みれい、白桃心奈、黒崎潤、宮沢ゆかり
- 淫語セニョーラ!（6月13日、アロマ企画）
- 腿こきマダム 2（6月13日、アロマ企画）他出演：横山みれい、円城ひとみ、眞ゆみ恵麻、大崎静子
- あなたにぞっこん催眠術（6月13日、MOODYZ）他出演：笹倉杏、水野朝陽
- 超絶倫童貞少年! お隣の若妻さん ver2 一度挿入を許したら最後!もうヤメて!と逃げ回るお隣の若妻さんを旦那さんが近くにいるにも関わらず追いかけまわしてハメまくる!お隣の奥さんは妙に色っぽくて超セクシーな格好をしている!その格好を見てモジモジしているボクに気づいて露骨にからかってくるから当然勃起!! 我慢できなくなったボクは思わず襲ってしまったけど「フェラしてあげるからそれで許して…」という若妻！当然それでは満足できないボクは一度でいいからヤラせてください!と強くお願いしたら「1回だけなら…」と渋々セックスOK!旦那が近くにいてもお構いなし!激しく腰を振って色々な場所でヤリまくり!勃起しなくなるまで何度も何度も中に発射しちゃいました!（6月19日、Hunter）他出演：青山はな、成宮はるあ、横山みれい、羽生ありさ
- おっぱいインストラクターまるごと全員に種くばり（6月19日、ZUKKON/BAKKON）共演：水野朝陽、笹倉杏、成海さやか、若槻みづな、黒木澪、西条沙羅、桜咲姫莉、彩奈リナ、二宮和香
- 姉御肌の妻がDQNから僕を守ったせいで恨みを買って標的に… 妻が目の前で寝取られ中出しされているのに怖くて何も出来ない僕。（6月19日、ミセスの素顔）
- アメコミヒロイン GO!GO! パワーウーマン（6月23日、GIGA）
- 人妻モデルに「パンティの間に挟むだけ…」のバイブ&電マがニュルンと挿入ったり振動でガマンも限界 羞恥アクシデントに腰クネらせて赤面涙目ガクブル懇願 「しょうがないですね…」生チ○ポ目の前に出すと即フェラ×即ハメ×中出しSEX!!（6月23日、S級素人）他出演：美咲かんな、真木今日子 ほか
- ちんしこマダム（6月25日、アロマ企画）他出演：円城ひとみ
- まるごと二階堂ゆり4時間 (6月30日、アウダーズジャパン) ※ベスト版
- 週末にバーベキューを楽しむ近所の仲良し夫婦3組。昼から飲み過ぎ、はしゃぐ奥様たち。それを見るお互いの旦那たちのエロい目線。自分の嫁より、他人の奥さんが気になってしょうがないっ!!酔っぱらった勢いでこっそり誘ってみたら意外にOK?!うっかり中出し。 4（6月30日（レンタル）/7月7日（セル）、LEO）共演：佐々木あき、吉岡奈々子
- 昼下がりの町内会の飲み会で若妻を無理矢理泥酔させて中出ししちゃった痴漢ビデオ（7月7日、アパッチ）他出演：花咲いあん、加納綾子、浜崎真緒、中里美穂
- 家の前で全裸の女の子が泣いてたから助けてあげた件。DV彼氏に服剥ぎ取られて家を追い出されたらしいが、やっぱり我慢できず中出ししたった。（7月7日、かぐや姫Pt）他出演：成海さやか、結菜はるか
- 【悲報】NTR 巨乳素人動画をダウンロードしたらハメられているのは…自分の妻でした（7月7日、JET映像）
- 思春期マセガキにエロいイタズラをされた美熟女兄嫁は逆に誘惑して痴女りながら強制中出しさせる!! 2（7月14日、MAGIC）他出演：桜乃ゆいな、成海あすか
- 出張先の旅館の手違いで同僚とまさかの相部屋に!!気まずい空間の中一緒に寝ていると、浴衣の隙間から見える巨乳!巨乳!巨乳!!完全に乳がポロリ状態になったとき、触っていいのか悪いのか。男としての究極の選択が迫りくる!!（7月14日、SCOOP）他出演：野々宮みさと、今井ゆあ
- 一般男女モニタリングAV 終電間際の社会人男女に突撃交渉! 人妻OLは後輩男子社員とラブホテルで2人っきりになったら旦那を忘れて1発10万円の連続射精セックスしてしまうのか!? 女上司の乱れた姿にフル勃起した後輩チ○ポと女を思い出した人妻オマ○コの同僚には秘密の生セックスは1発じゃ収まらない!! 4組合計中出し13発!（7月19日、ディープス）※「あき」名義　他出演：しおり、あすか、まお
- 発情若妻 接吻フィットネス・レズ 禁断の肉体関係（7月20日、ヒビノ）共演：真木今日子
- びっしょり汗だく爆乳家政婦（8月1日、Fitch）
- Hカップ爆乳&誘惑巨尻回春 中出しエステサロン（8月4日、h.m.p）
- 『双頭バイブ』母娘中出し痴漢（8月7日、アパッチ）共演:雫みあ　他出演：篠崎みお、有沢りさ、葵千恵 ほか
- 酔い潰れた美人妻 生々しいカラダに欲情極まり生中出し!（8月10日、ブリット）他出演：元山はるか ほか
- 妻のアヘ顔ダブルピース 〜会社の慰安旅行で社員たちに輪姦され発情する僕の妻〜（8月10日、センタービレッジ）
- 六本木のクラブに現れた時代遅れのデカ尻デカ乳ボディコン熟女たちが一般カップルの彼氏を狙う! 愛する彼女を差し置いてムチムチボディの餌食なった彼氏が喜び勇んで愛液滴るおばさんマ○コで浮気SEX! 2（8月11日、V&R PRODUCE）共演：一条綺美香、小早川怜子、三喜本のぞみ
- ヘンリー塚本原作 裏切り嫁 知らぬは夫ばかりなり（8月13日、FAプロ）他出演：新堂有望、西原美鈴
- 夫公認! 私の妻を満足させてください。 〜仕事のストレスで妻が抱けなくなった夫〜（8月14日、ながえSTYLE）他出演：碧しの
- 「お願いここでして!」 欲求不満の人妻は家に居る主人にバレないように近所の若い男のチ○ポを求めて玄関先や軒先でドキドキSEXに燃え上がる（8月24日、SWITCH）他出演：三島奈津子、成海あすか
- 童貞たちの性処理奴隷になった猥褻おばさん（9月1日、ドグマ）※AV OPEN 2017 人妻・熟女部門エントリー作品
- 豊満ボディが狙われる… レズビアンだらけのエステサロン（9月7日、ビビアン）共演:乃南静香、相澤ゆりな
- 力でねじ伏せ寝バック中出し!夫の留守中に男性を家に上げたら押さえつけられて身動きとれないまま後ろから生チンにイカされ種付けされてしまう人妻（9月7日、かぐや姫Pt）他出演：成海さやか、篠宮玲奈
- オフィスで働く優しい義母が暴風雨の中ビショ濡れで帰宅!Yシャツに張り付くデカ乳に欲情した息子は我慢できず鷲掴み!ご無沙汰過ぎて触られるだけで感じる超敏感な義母にチ○ポ挿入!水滴弾く張りのあるオッパイを激しく揺らしながら連続イキ!（9月8日、V&R PRODUCE）他出演：水野朝陽、三喜本のぞみ、桜ちなみ
- ヘンリー塚本 女の自慰(センズリ) やっぱり我慢できない女たち（9月13日、FAプロ）他出演：大沢萌、倉本雪音、水嶋アリス
- パンチラ確定!ポロリ必至! 素人女性限定! ドレス巾着クイズ タイムショック（9月19日、ATOM）他出演：真木今日子、羽月希、葵千恵、若槻みづな
- 完全撮り下ろし 覚醒する本能、快感に支配され濡れそぼる激烈性交（9月19日、TEPPAN）他出演：今井真由美、九条さやか、佐倉あゆ、花咲いあん、清城ゆき、一条綺美香
- カーテン1枚挟んだ旦那の横で、オイルマッサージと称した猥褻痴漢を巧みに施される奥様が声を殺して何度もアクメ!!絶対にバレてはいけない人妻オイルマッサージ 4（9月29日（レンタル）/10月6日（セル）、LEO）他出演：日向あいり、池上まひろ
- ごっくん解禁と真性中出し32連発110分ノンストップ1本勝負ガチンコ撮影会（10月1日、Fitch）
- M男遊戯 ドSテティシャン 二階堂ゆりが客をいたぶり罵倒しジラして射精させてしまうメンズエステ店（10月5日、アキノリ）
- 女医in…(脅迫スイートルーム)（10月6日、ドリームチケット）
- オマ○コサンドイッチ 極上ダブル素股でオチ○ポがとろけちゃう!（10月7日、Rookie）共演：三島奈津子
- 若手女優最終選考偽オーディション 偽ドラマオーディションの最終選考でイキ過ぎたセクハラ審査に困惑する新進気鋭の美人若手女優!それでも、このチャンスをものにしたいと必死になる若手女優は一気にトップ女優まで駆け上がるためならどんなことにでも挑戦します!と生本番も受け入れ、最後は中出しまでされてしまう女優の卵たち!（10月7日、ゴールデンタイム）他出演：羽月希、葵千恵、真木今日子
- 熟女尻（10月13日、EROTICA）
- 嫁は中出しフェロモン妻（10月13日、なでしこ）
- 夫に云えない裏切りの午後 童貞オタクの甥っ子に寝取られた妻…（10月20日、スターパラダイス）
- 近所のスーパーでよく見かける清楚な眼鏡若妻が着痩せするタイプで脱がしてみると実は隠れ巨乳!ハメてみるとSEX依存症だったw 鬼突きアクメ!で本性丸出し、ムッツリ清楚妻サセマン堕ち!（11月13日、EROTICA）
- 【隠し撮りドキュメント】 ネットで噂の必ず人妻とパコれるスポットに強行潜入!欲求不満の若妻から熟女が出会いを求めやってくる豊島区巣○の出会い系喫茶「H●N●K●熟」で起こっている『入れ食い状態の乱痴気騒ぎ』の一部始終を盗撮してみた結果…。 2（11月13日、EROTICA）他出演：京野美麗、唯川千尋、浜本まり、桜乃ゆいな
- 「人生で最高のSEXを味わいたい…毎日おま○こ濡らして待っていました…」 妄想だけでパンツにシミを作ってきた人妻いいなり温泉旅行 日常では絶対に味わえない巨根・痙攣・失禁 旦那に内緒でAV出演した変態ドM人妻は 何度もイカされ続けても満足できない!（11月16日、SODクリエイト）他出演：水谷あおい、岸本舞
- 満員バスで人妻のボインが思春期少年の体に密着! パンパンに腫れたチ○ポを股間に感じて奥様のハァハァも止まらない。車内でグリグリ挿入させられちゃった!（11月16日、SWITCH）他出演：推川ゆうり ほか
- 催眠撲滅 覆面調査員 二階堂ゆり（12月1日、催眠研究所別館）
- 威圧系 痴女二階堂ゆり 許可無くイったらぶっ殺す!（12月20日、レイディックス）
- (裏)手コキクリニック 〜完全版〜 性交クリニック ファン感謝祭2017 超豪華版 総集編付き2枚組 8時間スペシャル（12月21日、SODクリエイト）共演：加藤ももか、あべみかこ、きみと歩実、倉多まお、美咲かんな、佐倉ねね
- 中出し お義母さんが教えてあげる 膣穴から溢れる息子の白い精液（12月25日、ビッグモーカル）他出演：浜崎なお、明里ともか
- 五反田寸止め抜き地獄 2 M男くん大好きなお姉さんたちだけが在籍するお店（12月25日、アロマ企画）
- これから…妻が初めて浮気をして帰ってきます。（12月28日、タカラ映像）

- 催眠人間 -変人たちの夜想曲-（1月1日、催眠研究所別館）共演：愛里るい
- 夫のいない昼下がり 忘れえぬ性癖（1月12日、オルガ）共演：麻里梨夏
- AV女優 ディルドオナニーコレクション（1月12日、V&R PRODUCE）他出演：波多野結衣、若槻みづな、あおいれな、神ユキ 、夏希みなみ、北川エリカ、水野朝陽、尾上若葉、篠田ゆう、二宮和香、浅田結梨、日向あいり、あず希、なつめ愛莉、彩奈リナ、阿部乃みく、三島奈津子
- 罵り唾吐きセーラー熟女（1月20日、レイディックス）他出演：成宮いろは、彩奈リナ、北川エリカ、古川祥子
- デリヘル呼んだら千載一遇のチャンスがやって来た! 寿退社して数年、絶対に手が届かないと思っていた職場のマドンナが指名ランキングぶっちぎり1位の人妻風俗嬢に転落!「旦那には秘密にするから」と過剰な膣コキサービスからの妊娠中出しをまさかの黙認。（1月25日、ビッグモーカル）他出演：浜崎なお、明里ともか
- 官能小説 女ざかりの年下妻 〜掌中の蜜事〜（1月25日、マックス・エー）
- 鉄板complete 二階堂ゆり BEST 白い肌を汗だくで紅潮させ絶頂性交。（2月1日、TEPPAN）※ベスト版
- 娘が息子を逆レイプしているところを目撃した欲求不満ママが交ざってきちゃって、近親レズ中出し親子丼SEX!（2月2日、OFFICE K'S）共演：なつめ愛莉、明海こう　他出演:高城彩、永井みひな
- 挑発的誘惑パンチラリズム（2月2日、OFFICE K'S）他出演:桜ちなみ、伊吹まどか、なつめ愛莉、明海こう、高城彩
- エロすぎる日本昔ばなし 7 「乙姫とかぐや姫と織姫と彦星と金太郎」 第13話 3姫トリプル竜宮城ギャングバング!!（2月7日、桃太郎映像出版）共演：蓮実クレア、浅田結梨
- 危険日直撃!! 子作りできるソープランド 10（2月8日、Mr.michiru）
- もしもテレビの修理に伺ったお宅の奥さんが全裸で痴女だったら… 2（2月9日、なでしこ）他出演：加山なつこ、西条沙羅、通野未帆、とみの伊織、吹石れな
- バレたらヤバイ状況で密着しながら挑発してくる女たち 4（2月16日、OFFICE K'S）他出演：なつめ愛莉、伊吹まどか、永井みひな、高城彩、明海こう
- 超高画質!じっくりと接写した敏感勃起乳首いじり（2月16日、OFFICE K'S）他出演：なつめ愛莉、伊吹まどか、桜ちなみ、高城彩、明海こう
- 母子交尾 【塩谷路】（2月19日、ルビー）
- はだけた胸元&チラチラ太ももがウリの浴衣メンズエステに潜入盗撮（2月20日、スターパラダイス）他出演：生駒はるな、月本愛、なつめ愛莉、神山なな ほか
- おま●こ取扱説明書 4（3月1日、BURST）他出演：上原志織、由來ちとせ、水咲菜々美、羽生ありさ、夏原あかり、水川ひなこ、葉月もえ、川野なみ、星咲伶美、小池奈央、早川瑞希、水澤りこ、菅野瞳、一色さゆり、愛瀬美希、綾辻ほとり、永井みひな、日比乃さとみ、浅田結梨
- 嘘でしょ!?なんで全裸になったの!? 注文と全然違う商品が届いたので電話で怒鳴りつけてやったら、超カワイイ女性事務員さんがクレーム対応で家まで来てくれた!だけど、さんざん文句や苦情を言っても、ただ平謝りするだけで反省の色が全く見えないので、ちゃんと誠意を見せて欲しいとお願いすると、何を勘違いしたのか、その場で服を脱いで、全裸土下座で謝罪してきた!? どうして!?まさかの行動にビックリしたけど何はともあれ、それが誠意と言うのなら全て受け取ってやろうじゃないかっ!!（3月7日、ゴールデンタイム）他出演：星川凛々花 ほか
- 精液採取専門 爆吸引・丸呑み のどじゃくり病棟 VER4.0.0（3月8日、SODクリエイト）他出演：佐倉ねね、美咲かんな、倉多まお、きみと歩実、神ユキ、宮下華奈、篠田ゆう、明里ともか
- 「何発だってできるんだから!」 童貞に悩む息子が義母に悩みを相談! 豊満すぎるデカ乳に我慢できなくなった息子は父が居るにもかかわらず強制生挿入! 逃げる母親を抑えつけ家中どこでもハメまくる! 早漏過ぎる息子は絶倫すぎてキンタマスッカラカンになるまで死ぬはど強制中出し! 3（3月9日、V&R PRODUCE）他出演：澁谷果歩、彩奈リナ
- 年下大好きお姉さんの挑発課外授業（3月13日、アロマ企画）他出演:橘メアリー、愛花みちる、優梨まいな、野々宮みさと、千野くるみ
- 私は彼氏の言いなり!寝取らせられ変態女!! 同じ会社に勤める私の彼氏はオフィスでいつもエッチな命令をしてきます…。おっぱい露出やノーパンのまま勤務、デスク下でフェラやリモバイ仕込んだり…。やらないと別れるって言われるので仕方なくやっているうちに開発されちゃって…。彼氏に見られながら別の男性ともエッチをさせられたら快感過ぎて信じられないくらい感じてしまったんです!!（3月19日、ゴールデンタイム）他出演：三原ほのか、月本愛、涼川絢音
- 新奴隷城 4（4月1日、アタッカーズ）共演：水野朝陽、しじみ
- 淫語先生とM男 3（4月6日、OFFICE K'S）
- 「手」を積極的に使うフェラチオ（4月6日、OFFICE K'S）他出演：南瀬奈、八田愛梨、泉りおん、天海こころ、こまち凛、吉田花
- 媚薬射精ペニバン襲激 女の中出しピストンの快感で助けも呼べず理性を失いレズ覚醒するOL（4月12日、ナチュラルハイ）共演：あべみかこ、宮崎あや、永井みひな
- S級素人 モニタリングドキュメントAV 妊活中巨乳新婚人妻さんいらっしゃい! 媚薬オイルマッサージ店隠し撮り! 「夫の為に綺麗になりたいんです…」と話す清楚な女性がアンチエイジングマッサージの前に理性崩壊! ポルチオ開発で寝取られ! 痙攣絶頂イクイク! エビ反りイキ! 排卵日に生中出し!（4月13日、S級素人）他出演：成澤ひなみ ほか
- 子育てが一段落したデカ乳母が仕事復帰! 久しぶりに着用したスーツから垣間見える谷間に童貞息子はフル勃起! 母に媚薬を飲ませると触れるだけで感じる敏感ボディに! 父には内緒で母性溢れるオッパイ堪能しながら何度も中出し!（4月13日、V&R PRODUCE）他出演：澁谷果歩、塚田詩織
- 援交チャンねる（4月25日、レッド）※「加奈子」名義　他出演：由美、さえ子、奈々
- ママ友と姉友が我が家で女子会!僕の目の前でパンチラ&パイチラ見せつけて「子供のくせにこんな大きくさせて生意気だぞ!」狙ってるのは即反応しちゃってる僕の股間!「チ○ポの数が足りてないよ」って僕の友達まで呼び出され大人女子6人に肉食目覚めさせられちゃった。（5月10日、SWITCH）共演：浜崎真緒、桐嶋りの、紺野ひかる、佳苗るか、星川怜美
- 人妻看護婦と不倫性交。 Vol.001（5月11日、BAZOOKA）他出演：成澤ひなみ、安西ひかり ほか
- 交尾促進剤を飲まされて超淫乱化する義母妹 〜ハメチオ狂いするケダモノ親子〜（5月17日、グローリークエスト）共演：ひなた澪
- 「ごめんなさい!あなた以外のチ○ポで感じてます…!!」 新婚巨乳女上司が旦那に離婚確定の絶頂生電話中継! ボクの手違いで出張先の部屋が新婚女上司と相部屋に!!気まずい空気を晩酌でなごまそうとするも逆に説教が止まらず…。だけど酔った女上司の浴衣がはだけて胸チラ&パンチラ連発!こっちのムラムラも止まりません!!すると旦那からの電話でさらに愚痴り始めた女上司にボクの怒りと性欲が爆発!我慢できず巨乳を揉みしだいたら、女上司は最初は嫌がるがごまかしながらも快感に負けて、旦那に絶頂生電話中継してしまうほどドM覚醒していしまいました!!!(どうやら離婚が確定したようです)（5月19日、Hunter）他出演：三原ほのか、真木今日子、今井ゆあ ほか
- 痴漢師に無理やり下着をはぎ取られ漏らすまで何回もイカさせられたマキシワンピの女（5月24日、ナチュラルハイ）他出演：佐倉ねね、優月まりな、笹倉杏
- 夫婦交換スワップ温泉旅行 3 マンネリ打破の秘策っ!!まさかの夜這いっ?!豊満ボディーを見せつけられ我慢出来ない旦那たちっ!!（5月31日（レンタル）/6月8日（セル）、LEO）他出演：君島みお、水野朝陽
- フィスト解禁! 痙攣狂いアナルレズ奴隷（6月1日、ヴィ）共演：羽月希、桑田みのり
- 性欲暴走息子の標的はママ 引きこもりの息子と二人きり ●●君!やめて! 「ママみ〜つけた♪」（6月7日、東京スペシャル）他出演：蓮実クレア、小川桃果、青山はな、百合川さら、愛華みれい
- 人妻達の恥辱の記憶（6月8日、新世紀文藝社）他出演：波多野結衣、涼川絢音、花咲いあん、加藤みゆ紀
- 栃木県の山奥にあるカップルや家族連れに密かに人気の隠れ家的温泉宿に二階堂ゆりが潜入! 彼女(奥さん)にバレずにこっそり一晩で何人の男から搾り取れるのか!?（6月13日、ドバドバ大作戦）
- 女起業家29歳の柔肌 知性とキャリアで独立したはずが肉体を求められ取引先の性欲処理をさせられる（6月21日、ヒビノ）
- 両A面で寝とってヤる!「慌てて隠れた布団の中で勃起チ○ポが顔に密着した若妻は咥えずにはいられない!」 VOL.1 & 両A面で寝とってヤる!「入院してるカーテンの向こう側の彼氏に聞こえぬよう声も出せないスローグラインド性処理を強制された看護師」 VOL.1（6月21日、DANDY）他出演：吉川あいみ ほか
- 旦那が観たら発狂するビデオ 6（6月22日、S級素人）※「ゆり」名義　他出演：ちさと、れな、香織、さくら、あすか
- マダム密会調教（7月1日、中嶋興業）
- もう二度と見たくない! 胸糞レズ NTR（7月1日、ヴィ）共演：羽月希、桑田みのり
- 専業主婦ナンパ バスト97cmHカップの超美形セレブ!!! 最高品質のズリネタ女（7月1日、AV）※「一之瀬ゆかり」名義
- 健康診断にやってきた生理前の巨乳娘にイタズラしまくって中出ししちゃいました。（7月7日、アパッチ）他出演：桜ちなみ、今井ゆあ、相沢夏帆、優月まりな
- 「『おばさんを痴漢してどうする気?』男を忘れた美淑女は尻に押しつけられたチ○ポの感触が久しぶり過ぎてバック挿入も拒めない」 VOL.3 真夏の増量版（7月12日、DANDY）他出演：推川ゆうり、白咲りの、篠田れいこ、成宮いろは、前田可奈子
- 働く新卒社会人と性交。 VOL.006（7月13日、BAZOOKA）他出演：ななせ麻衣、河原かえで、海空花
- 中出し人妻不倫旅行（7月19日、ビッグモーカル）
- 人妻出会い系 不倫浮気ネットワーク（7月20日、スターパラダイス）※「ゆり」名義　他出演：H、真理子、久美、R子、凛花
- 欲求不満の人妻が 瞳ウルウル「触って…?」と懇願する焦らしの媚薬オイルマッサージ店（7月20日、スターパラダイス）他出演：7名
- 黒人パイパン放尿 解禁! ムチムチ緊縛中出し拷姦（8月1日、ヴィ）
- 一般男女モニタリングAV 性のお悩み相談室出張特別編! 旦那では満足できない絶倫巨乳妻が生まれて初めての逆ナンパ体験! 童貞高校生をラブホテルに連れ込み2人っきりで1発10万円の抜かずの連続射精筆おろしに挑戦! 旦那のフニャチンとは違う男子高校生の爆発寸前フル勃起チ○ポに素人妻はのけぞるほどにイキまくり! 溜りに溜まった2人の性欲がぶつかり合ったら1発限りでは収まらない連続中出し! 4組合計15発!（8月7日、ディープス）他出演：武藤あやか、相澤ゆりな、羽生ありさ
- 「声出ちゃうからゆっくり突いて!でも激しくしてお願い!」 超スローなのにハードピストンで義母が爆睡してる父の横で連続爆イキ!!寝取りFUCKで父の横で何度も生中出し!! 突然出来た義理の母親は可愛くて若くて超セクシーでまだまだ女現役!!だけど父親とは全然セックスしていないみたいで、妙にボクの事をいやらしい目で見たりいやらしい感じで近づいてきたり日々エスカレート!すごい時は父親がいない時にフェラしてきてまさかの寸止め生殺し状態!!当然、ボクは我慢することが出来ずその夜、父親が横にいるにも関わらず義母を襲ってしまいました!しかも声が出ちゃうからゆっくり突いてと言うからゆっくり突いていたら物足りないのか、ゆっくり激しく突いてというから一発一発ゆっくりと、ドギツイのをお見舞いしてたら声を押し殺しながら何度も何度も連続爆イキ!!最後は結局何度も中出しさせられました!!!（8月7日、Hunter）他出演：明里ともか、夏希みなみ、優月まりな ほか
- 「おばさんを酔わせてどうするつもり?」 若い男女で溢れ返る相席居酒屋で一人呑みしている熟女を狙い撃ちで口説いてお持ち帰り!寂しさと欲求不満が募った素人奥さんの乾いたカラダはよく濡れる!! VOL.16（8月9日、熟女LABO）※「ゆか」名義　他出演：涼子
- リアル盗撮! 人妻デリヘル本番流出!（8月20日、スターパラダイス）他出演：5名
- 見せつけ、クネる、悶える、欲しがる、美脚オナニスト 4（8月25日、AVS Collector's）他出演：八乃つばさ、君島みお、香苗レノン、優月まりな、かなで自由、斉藤みゆ、北川エリカ、清城ゆき、卯水咲流、逢沢るる、一条リオン、夏樹まりな、桜井彩、咲坂花恋、三島奈津子、通野未帆
- 「初めてが私で本当にいいんですか?」 天使のような素人娘が童貞君を優しくHに筆下ろし 32名収録8時間スペシャル!!（9月6日、SODクリエイト）他出演：永井みひな、笹倉杏、泉ののか、なつめ愛莉、森保さな、前園ゆり、天野美優、鈴木真夕 ほか
- レ○プ魔に取り憑かれたママに犯された! レズレ●パー 〜ノットられた母親が娘と娘の友達を犯す様子を完全収録〜（9月6日、SODクリエイト）共演：優梨まいな、宮崎あや、藤波さとり
- エステサロンの美人さんはガン勃起の誘惑に我慢出来るのか!?（9月20日、スターパラダイス）他出演：成宮はるあ ほか
- 親戚のエロガキ2人を預かった夜に川の字で両乳首を責められ発情3Pしてしまう叔母（9月20日、ナチュラルハイ）他出演：名森さえ ほか
- 隣の奥方の花弁は午后ひらく（9月28日、新世紀文藝社）他出演：川上ゆう、水城奈緒、有沢りさ、桐原あずさ
- 生中痴漢集団 2（10月11日、ナチュラルハイ）他出演：永井みひな、水谷あおい
- 「おばさん看護師の入浴介助スペシャル」 VOL.2 透けパン尻で勃起した青年チ○ポを見た看護師が恥じらいながらも最後までヤらせてくれた（10月11日、DANDY）他出演：加藤あやの、葵千恵
- うまなみの兄と弟にめろめろにされた嫁（10月25日、タカラ映像）
- NTR 夫は知らない 美人妻が他人男に寝取られるSEX集（11月20日、スターパラダイス）他出演：通野未帆
- これから…温泉で妻のカラダを…上司に預けます…（11月22日、タカラ映像）
- 「私おばさんなのにホントにいいの…?」 出張先の旅館の手違いで女上司と相部屋に!夜中に目が覚めて横を見ると、寝ている女上司の浴衣がはだけて生足!パンティー!おっぱいまでもが丸見えでフル勃起!思わず手を伸ばしたら、気付かれてしまったけど、「私みたいなおばさんで興奮してるの…?」と女上司もその気になっていて…（12月7日、ゴールデンタイム）他出演：加藤ツバキ、成宮いろは、黒崎潤
- 温泉旅館にて、寝てる旦那のすぐ横でスゴテクの悶絶オイルマッサージ。声が出せない状況でガマンできずに中出しセックスする寝取られ巨乳妻! 03（12月15日、ビッグモーカル）他出演：かなで自由、野々宮みさと
- マッサージ師のなすがまま、カーテン越しに上から下まで弄られまくりの人妻たち!!声を殺して、鼻息も荒くオイルで火照ったカラダをふるわせ旦那にバレずにイキ放題っ!!久々の中出しに子宮は切なく痺れ、たっぷり染み込む他人種がメスの性を目覚めさせるっ!!（12月27日（レンタル）/2019年1月1日（セル）、LEO）他出演：前田可奈子、桐島綾子

- ボクはもうこれ以上イジメられたら学校に行けない…。だから義理のお母さんを差し出すのでこれ以上ボクをイジメないでください!（1月19日、お夜食カンパニー）他出演：加藤あやの、阿部栞菜、小川桃果
- もうこの不安感に耐えれない…（2月28日、タカラ映像）他出演:鈴木さとみ、若月みいな
- イケメンが熟女を部屋に連れ込んでSEXに持ち込む様子を盗撮したDVD。 115 〜強引にそのまま中出ししちゃいました〜（3月1日、熟女JAPAN）※「加奈子」名義　他出演:さやか
- 満員バスで人妻のボインが僕の体に密着して即反応しちゃった。勃起したチ○コが奥さんの股間にぶち当たってくるので性欲が引火してしまい思わず握りしめていた奥さん。他の乗客がいるのに車内で立ったまんま挿入させられて超興奮!!（3月21日、SWITCH）他出演:若月みいな、鈴木さとみ
- 働き盛りの奥さん達は欲求不満でハメ盛り!働くドスケベ不倫妻4時間（3月22日、REAL）他出演:佐倉ねね、安西ひかり
- リアル満員電車痴漢（4月19日、アパッチ）他出演:梨杏なつ、八ッ橋さい子、宮崎あや、姫乃ひな、早瀬ありす
- フル勃起したチ●ポを根元までズボズボする気持ちいい喉奥フェラチオ（9月25日、AVS Collector's）他出演:北川エリカ、藍川美夏、優月まりな、佐々木あき、春原未来、三浦恵理子、藤本紫媛、翔田千里、杏璃さや
- 「一緒に入ろ?」 イチャラブしっぱなし! 義理の姉との背徳温泉旅行!（10月26日、ビッグモーカル）他出演:かなで自由、野々宮みさと

### VR
2016年
- 巨乳淫乱系働くお姉さん。VR（11月10日、SMSVR）
- W痴女×美巨乳=密着Gカップサンド ねっとり絡みつき系VR（11月10日、SMSVR）共演:かさいあみ

2017年
- ラブラブキッチン♥ キュートな巨乳妻といちゃいちゃクッキング（1月13日、アテナ映像）
- 巨乳巨尻彼女の挑発オナニーでイクッ!（1月13日、CASANOVA）
- 他人の嫁にシてもらう最上級ご奉仕（2月24日、CASANOVA）
- グラマラス痴女のチ○ポ狩り ヴァーチャル中出しSEX（3月19日、WOW!）
- 花金は帰宅後ソッコーSEX!（3月24日、CASANOVA）
- 見つめてヴァーチャルフェラ（4月2日、WOW!）
- ボディコンWフェラ&痴女責め（4月21日、MILU VR）共演:彩奈リナ
- ハイレグレースクィーン着衣FUCK（4月28日、MILU VR）共演:彩奈リナ
- 見せつけオナニー〜完全主観フェラ抜き!（5月12日、MILU VR）
- 温泉不倫旅行 〜奥さんには内緒で気持ちいことしよ♥〜（7月7日、KMPVR）
- たわわん巨乳温泉コンパニオンのHな特別サービス 〜旅の疲れはわたし達でしっかり癒してね♥〜（7月7日、KMPVR）共演:野々宮みさと、今井ゆあ
- もう我慢できない!! 淫乱むっちり巨乳人妻の逆夜這い 中出し生SEX（7月7日、KMPVR）
- 3DVRかつ、360°だから再現できた、都心の貧困ジョシ最前線 絶倫童貞のボクが激安ルームシェア物件(8帖1K/家賃8800円)に入居したら自分以外みんな女だった件(24人も居て、雌臭スゴ過ぎ)（8月1日、CASANOVA）共演:美泉咲、真木今日子　※AV OPEN 2017 VR-1グランプリ エントリー作品
- 義母ゆり Hカップ巨乳にむっちりとした太ももと巨尻、ミニスカートの義母さんがエロすぎてつい卑猥な目で見てしまう…（9月22日、SODVR）
- ご近所の若奥様達と内緒のSEX（11月6日、アロマ企画）共演:尾上若葉
- エロい女教師と女子校生だらけのVR学園スペシャル! この学園は“校則なし”で“不純異性交遊”を奨励中!!（11月30日、BAZOOKA VR）共演:枢木あおい、玉木くるみ、紗藤まゆ
- ユーザー参加型VR企画! テクニシャンAV女優のエロ攻撃で勃起しなかったら、賞金10万円!!（11月30日、KMPVR）共演:枢木あおい

2018年
- 我が家の巨乳妻旦那を癒す淫語発情SEX 疲れマラをさすられ「ここも労わなきゃね」勃起チ●ポを丹念にパイズリ奉仕 オマ●コをくぱぁとおねだりグチョグチョマ●コを突き「イッたばっかりなのにダメだよ…」お構いなしに続け身を震わせて絶頂（6月16日、ブイワンVR）
- 「勉強以外のことも教えてあげる♥」 巨乳女教師の実践性教育!!（8月24日、BAZOOKA VR）
- オイルで光沢を放つ熟れボディ カチコチに固まった勃起チ●コを体を使ってほぐすエロエステティシャン 輝くGカップ乳や巨尻で全身圧迫マッサージし自らが感じてしまうイヤラシさ オイルパイズリと騎乗位で中出しセックス（10月20日、ブイワンVR）

2019年
- 艶っぽい淫乱妻が禁断の誘惑 浮気中出し家庭訪問SEX 「血液型旦那と一緒だから赤ちゃんできてもバレないですよ…出して出して孕ませてぇぇぇ!」（11月15日、TEPPAN VR）

### イメージDVD
- Aphrodite（2017年10月1日、ファインピクチャーズ）

### 成人映画
- 人妻ドラゴン 何度も昇天拳（2017年11月24日公開、オーピー映画、監督・脚本:吉行由実） - 「マヤ」役（主演）

## 書籍

### 雑誌
- FLASH 2016年5月10・17日合併号（光文社） - グラビア「自宅からエロ生中継」
- 週刊実話 2016年5月26日号（日本ジャーナル出版）- 袋とじ
- 月刊DMM 2016年7月号（ジーオーティー） - インタビュー
- FLASH 2016年6月28日号（光文社） - インタビュー
- 週刊大衆 2017年1月23日号（双葉社） - 「美熟女酔いどれ新年会」
- 週刊ポスト 2017年8月4日号（小学館） - 「真夏の死ぬまで死ぬほどSEX SPECIAL 美熟女サミット2017」
- 週刊実話 2017年10月26日号（日本ジャーナル出版） - グラビア「人妻のいる街で」

### 写真集
- 原寸大おっぱい図鑑 Ecstasy（2017年11月17日、一迅社、撮影:須崎祐次） - 「Hカップ」モデル[15]

## 電子書籍

### デジタル写真集
- Aphrodite デジタル写真集 二階堂ゆり 1（2017年12月20日、ファインピクチャーズ）
- Aphrodite デジタル写真集 二階堂ゆり 2（2017年12月26日、ファインピクチャーズ）